# 東德里 (新罕布什爾州)
東德里（英語：East Derry）是位於美國新罕布什爾州羅京安縣的非建制地區。

## 歷史
東德里的郵局自1870年營運至今。

## 地理
東德里所處的海拔為高於海平面131米（即430英呎），而該地所採用的時區為UTC-5，即北美东部时区（EST）。同時該地設有夏令時間，為UTC-5調快一小時，即UTC-4（EDT）。